# Sony Alpha 6500
Die Sony α6500 (oder Sony Alpha 6500) ist eine spiegellose Systemkamera aus der α-Reihe von Sony. Das Modell mit der internen Nummer ILCE-6500 wurde am 6. Oktober 2016 angekündigt. Bei Einführung lag die unverbindliche Preisempfehlung bei 1700 Euro.
Die Kameras der Alpha 6000-Serie sind Systemkameras mit einem Bildsensor im APS-C-Format, einer Auflösung von 24,3 Megapixeln und umfangreicher interner Bildaufnahme- und Bearbeitungssoftware; sie haben ein drei Zoll großes Display und einen digitalen Sucher. Als Objektivanschluss wird wie bei allen Kameras der Alpha-Serie das Sony E-mount-System verbaut. Die Software ermöglicht Video-Aufnahmen in einer Auflösung bis zu 4K. Bilder werden als JPEG und im Sony-eigenen Rohdatenformat ARW aufgezeichnet.
Bei der Sony Alpha 6500 verbaute der Hersteller erstmals den integrierten 5-Achsen-Stabilisator zur Bildstabilistion in der Kamera selbst. So werden auch längere Belichtungen beim Fotografieren aus der Hand möglich.
Video-Formate:
- 4K mit 30 fps, 24 fps (NTSC)
- 4K mit 25 fps (PAL)
- Full HD mit 120 fps, 60 fps, 30 fps, 24 fps (NTSC)
- Full HD mit 100 fps, 50 fps, 25 fps (PAL)

Bei der Sony Alpha 6500 ist eine Auflösung von Full HD in 60i bzw. 50i (Halbbilder) möglich.